# Sankt Ansgars kyrka, Uppsala
Sankt Ansgars kyrka är en kyrkobyggnad i Uppsala i Uppsala stift. Den ligger på Studentvägen, i stadsdelen Kungsgärdet. Den drivs av den fristående Sankt Ansgars stiftelse inom Svenska kyrkan samt tillhör Uppsala stift. Första spadtaget till kyrkan togs av ärkebiskop Gunnar Hultgren. Den invigdes på jungfru Marie bebådelsedag år 1961 av biskop Johannes Sandegren, på uppdrag av ärkebiskopen. Kyrkan helgades åt missionären Ansgar. Efter en ombyggnation återinvigdes kyrkan år 1997 av ärkebiskop K.G. Hammar.
Kyrkans interiör domineras av ett krucifix i mittgången, utfört av Sven-Bertil Svensson och en kristusikon på korväggen av Erland Forsberg, som även  gjort ett gjort ett flertal ytterligare ikoner, placerade på kyrkans pelare. 
Intill kyrkan finns Ansgarsgården, bestående av två lägenhetshus där studentbostäder är inrymda.

## Kyrkobyggnaden
Sankt Ansgars kyrka är uppförd 1961 och utvidgad 1997 efter ritningar av Gösta Wikforss, och ombyggd igen 2016, då den nuvarande sakristian byggdes, och ligger i direkt anslutning till studentbostadsstiftelsen Ansgarsgården i Uppsala. Kyrkans kor är beläget i östlig riktning, kyrkans ingång i väst. Sedan 2016 är kyrkans sakristia belägen i den bakre delen av kyrkobyggnaden. Längst bak i kyrkan finns även ett mindre rum som kallas "Franciskusrummet" efter Franciskus av Assisi.  
Den är byggd i rappat tegel och har ett huvudskepp och två sidoskepp. Arkitekt var Gösta Wikforss. Innanför ingångsdörren står en dopfunt i marmor utförd av Erik Sand 1963. Altarväggen pryds av en korsformad ikon föreställande "Kristus, Allhärskaren" målad av Erland Forsberg 1984. Framför koret – i kyrkans mittaxel mellan dopfunten och altaret – står ett 3,5 meter högt krucifix utfört av Sven-Bertil Svensson. Altaret var, innan sin nuvarande plats, mellan åren 1983–1997 placerad mot en tidigare nu riven långhusvägg. I kyrkorummet finns ikoner föreställande olika kristna helgon, bland annat: Jungfru Maria, ärkeängeln Mikael, aposteln och evangelisten Johannes, Sankt Ansgar samt den heliga Birgitta. I kyrkans främre del finns plats för ljuständning invid en ikon av Jungfru Maria och Jesusbarnet. På kyrkans bakre vägg, invid orgeln, finns en plats med möjlighet för ljuständning med en "Emmaus-ikon" efter berättelsen i Bibeln om Emmausvandringen. På korets vägg finns ett sakramentsskåp i röd färg.  
Placeringen av dopfunten, krucifixet och altaret går tillbaka på en via sacra-tanke där Guds folk ses som vandringsfolket. Dopfunten var tidigare placerad framför ett fönster och flyttades till sin nuvarande placering som en "teologisk markering".
En klockstapel uppfördes 1999 efter ritning av Lars Ridderstedt, i vilken en kyrkklocka hänger. Klockan rings manuellt med rep. Klockan var tidigare upphängd i en konstruktion på kyrkans gavel.  
Ursprungligen var byggnaden vitaktig men fick en ny starkt orange färg någon gång kring år 2000. Kyrkorummet är sammanbyggd med ett av lägenhetshusen som tillhör Ansgarsgården i vilket kyrkans samlingslokal och expedition finns.

### Inventarier
- Altartavla föreställande "Kristus Allhärskaren" av Erland Forsberg 1984.
- Krucifix av Sven-Bertil Svensson.
- Dopfunt i marmor av Erik Sand 1963.
- Mässhake i de liturgiska färgerna vitt, rött, violett, grönt, svart, guld.

### Interiör

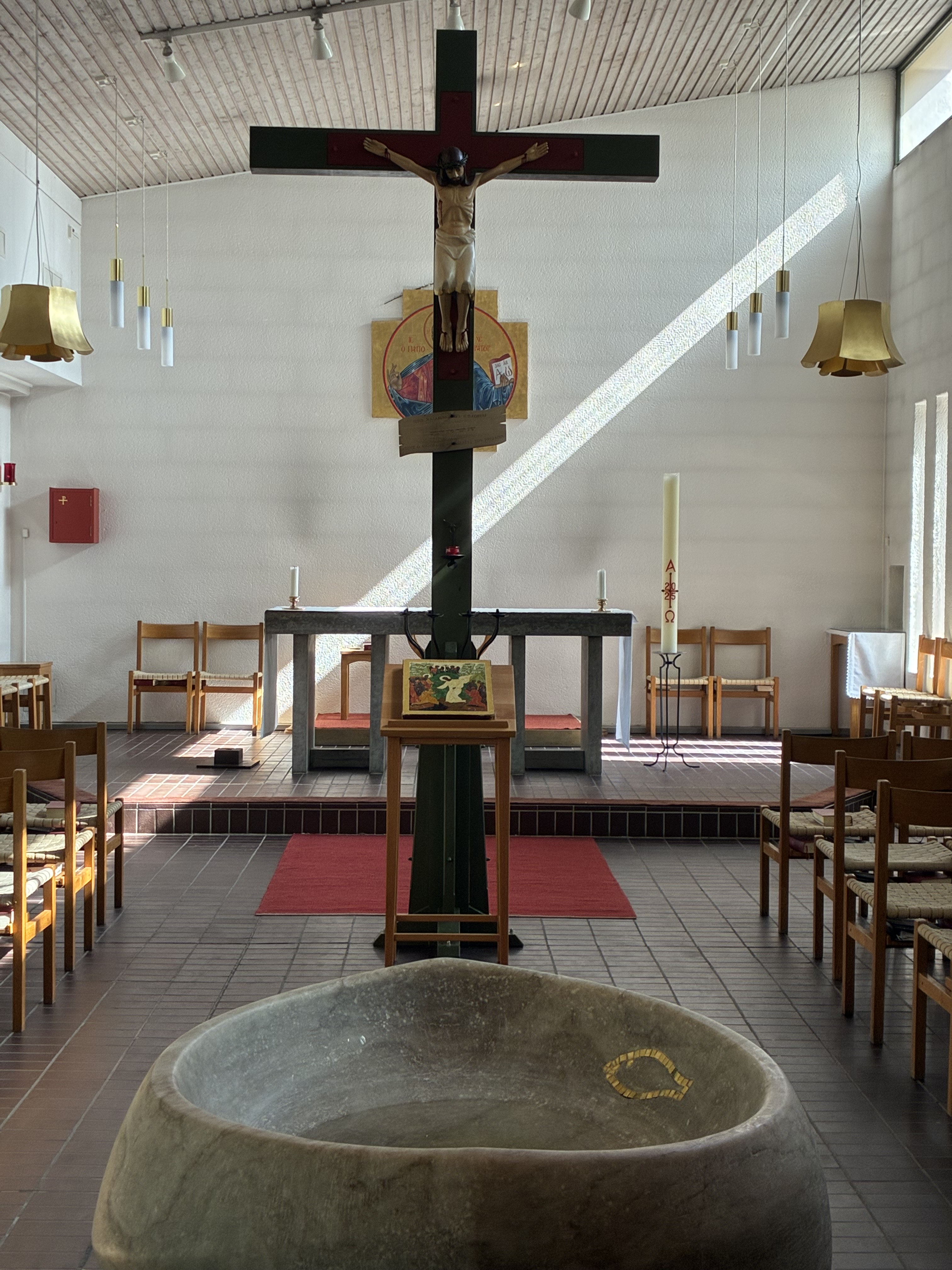
Via Sacra-tanken med dopfunten, korset och altaret.
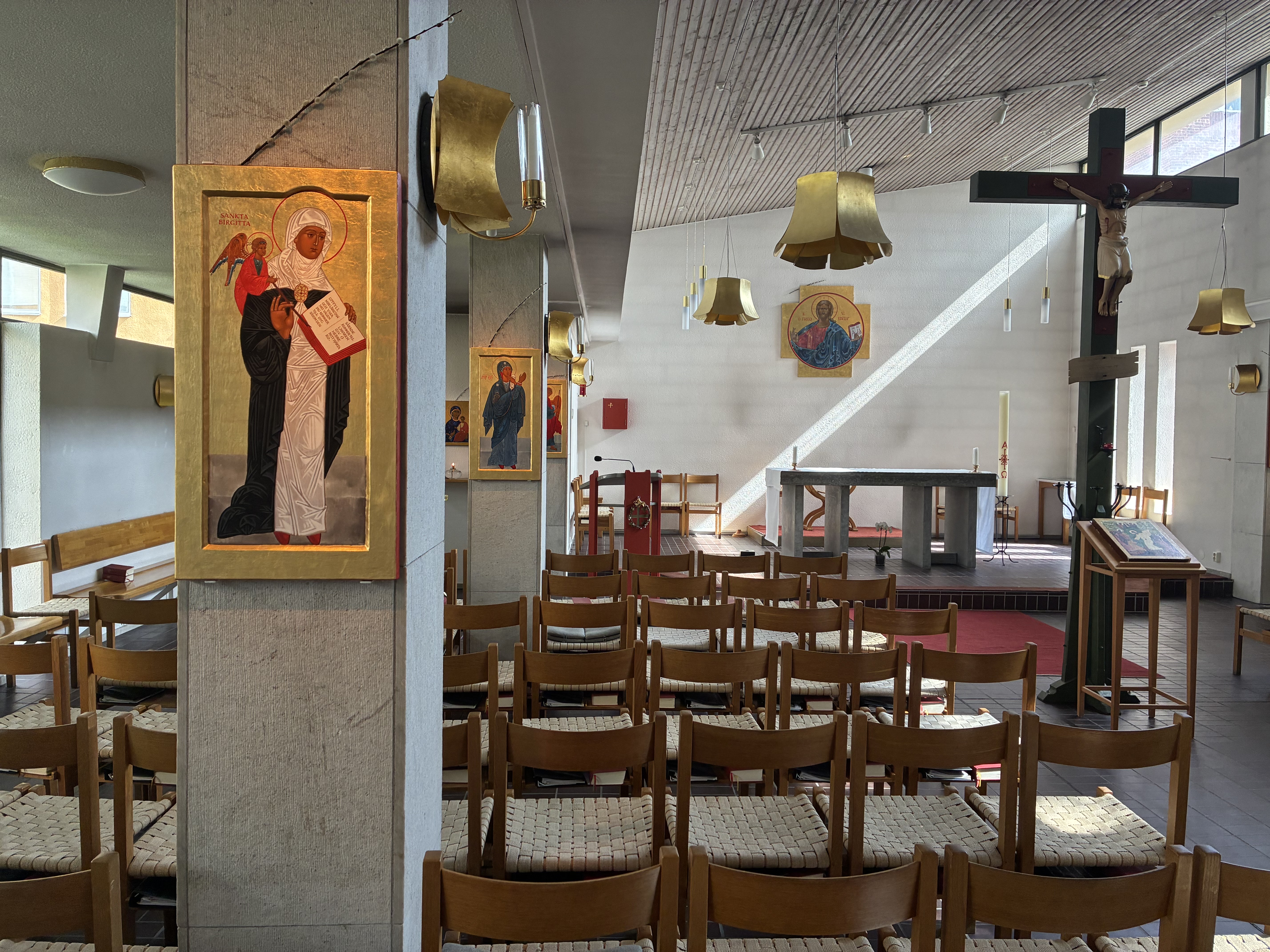
En del av ikonerna som pryder kyrkans pelare. Närmast är heliga Birgitta av Vadstena.

## Historik
Sankt Ansgars stiftelse grundades på allhelgonadagen 1949 för att uppföra studentbostäder och kyrka i Uppsala. Efter en omfattande insamlingsverksamhet kunde grundstenen läggas 1959 av ärkebiskop Gunnar Hultgren. Drygt ett år senare, 1961, ägde kyrkans invigning rum. För att möta ett alltmer ökande besöksantal vid gudstjänsterna byggdes kyrkan ut 1997 efter nya ritningar av Gösta Wikforss. 

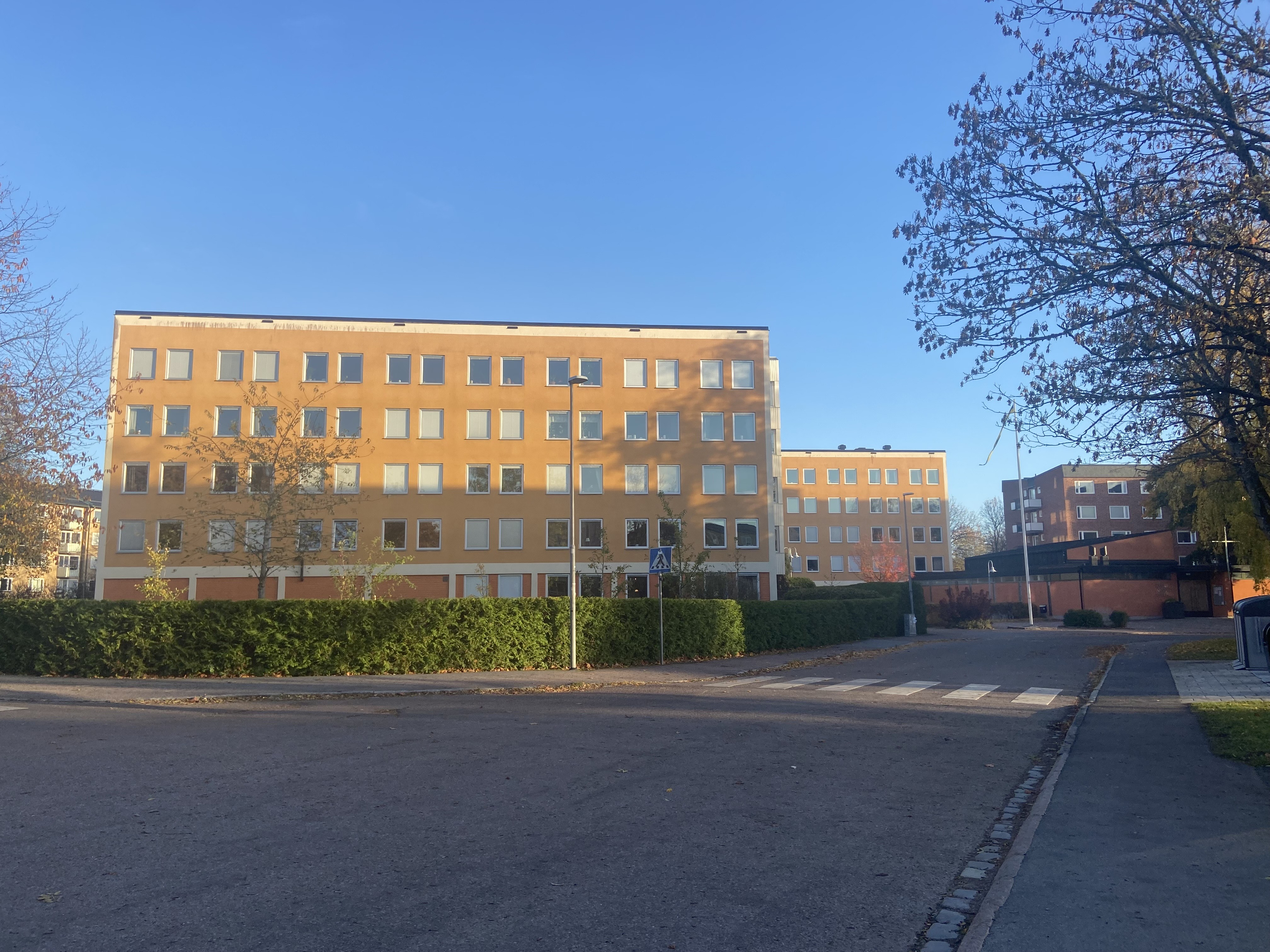
Ansgarsgårdens ena lägenhetshus, med kyrkan t.h.

Ansgarsgården, som ligger alldeles intill kyrkan, inrymmer de studentbostäder som stiftelsen förvaltar. Studentbostäderna är belägna på Studentvägen 34 och Studentvägen 36.  
Stiftelsens sigill utgöres av en spetsoval inom vilken finns en bild av S:t Ansgar i stående helfigur, iförd mässhake och mitra och med sitt helgonattribut,  en kyrka, i högra handen. I vänster hand håller han med ett sudarium en kräkla. Framför hans fötter finns en vapensköld med ett medelst ett andreaskors och ett uppskjutande P bildat Kristusmonogram. Runt spetsovalen finns texten Sankt Ansgars stiftelse Upsala. Sigillet är utfört av konstnären Bengt Olof Kälde, som målat det i kyrkans vapenhus.  Kopior finns i trapphusen till stiftelsens byggnader. Stiftelsen har inte antagit något heraldiskt vapen.
Hela verksamheten finansieras på frivillighetens väg och samtliga inventarier är skänkta. Sedan starten har gudstjänstlivet i kyrkan i en öppen inbjudan varit präglat av den kyrkliga förnyelserörelsens liturgiska ideal. Tyngdpunkten ligger på nattvardslivets, predikans och den gemensamma bönens förnyelse, på lekfolkets aktiva deltagande och studenternas ansvarstagande. I kyrkan firas högmässa varje söndag, dagliga bönegudstjänster och mässa på flera vardagar i veckan. Varje söndags högmässa sänds på internet. 
Stiftelsen har en präst anställd vid kyrkan och Ansgarsgården. Nuvarande innehavare av tjänsten är Daniel Gustafsson.

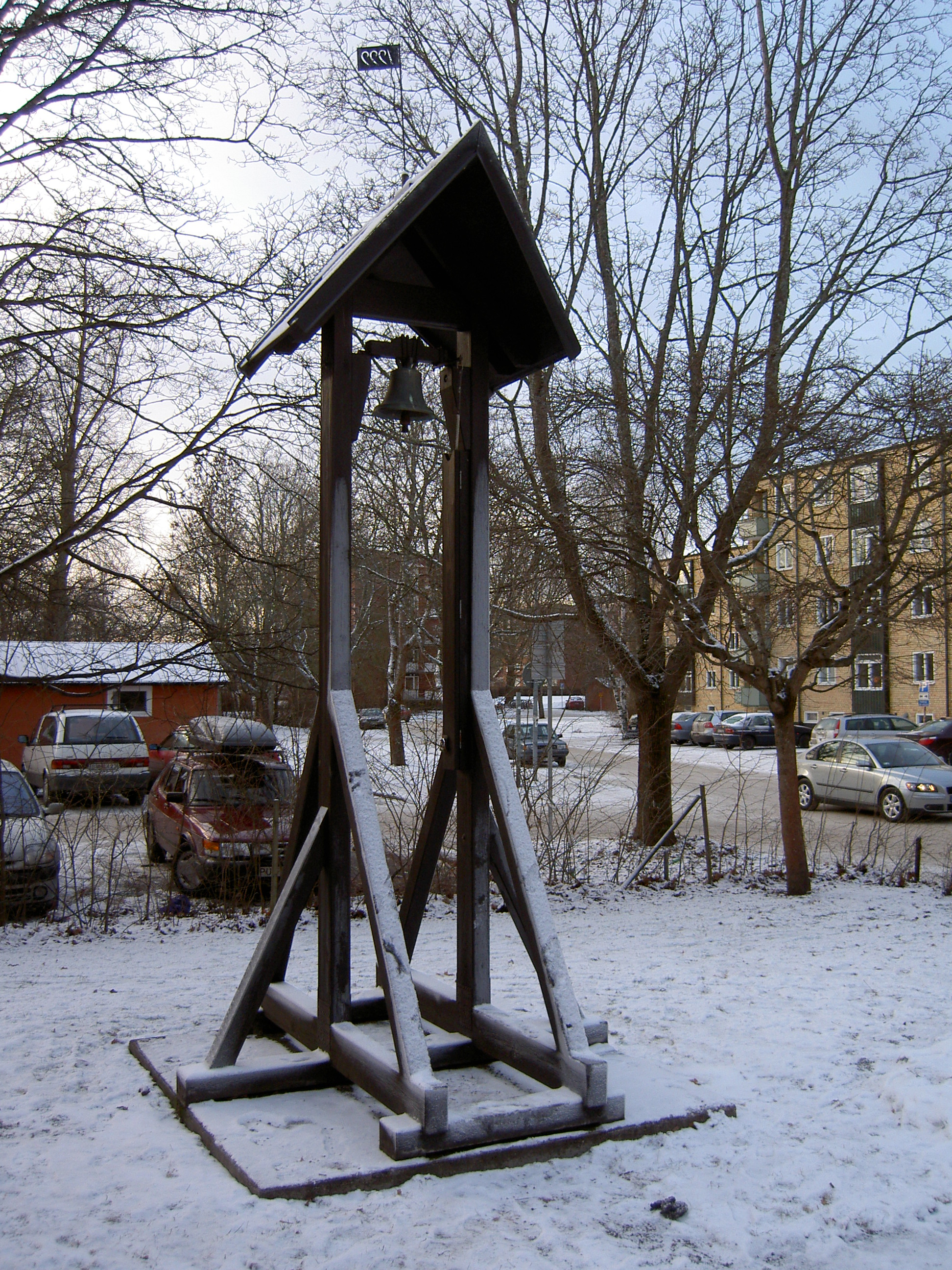
Kyrkans fristående klockstapel.

## Sankt Ansgars föreståndare
Följande personer har varit föreståndare och studentpräst vid Sankt Ansgar:
| År         | Föreståndare                   |
| ---------- | ------------------------------ |
| 1960–1962  | Hans Sjöström                  |
| 1963–1965  | Carl Henrik Lyttkens           |
| 1966–1968  | Johan Ohlsson                  |
| 1968–1970  | Örjan Lundqvist                |
| 1970       | Hilding Egestål                |
| 1971–1976  | Fredrik Brosché                |
| 1977–1978  | Anders Ekenberg                |
| 1979–1992  | Karl-Gunnar Ellverson          |
| 1991, 1992 | Göran Grefbäck (tillförordnad) |
| 1992–1999  | Jan Byström                    |
| 2000       | Bertil Murray (tillförordnad)  |
| 2000–2009  | Patrick Lind                   |
| 2009–2018  | Bo Brander                     |
| 2018–      | Daniel Gustafsson              |

## Orgeln
Sankt Ansgars kyrka var i början länge utan orgel. Efter invigningen 1961 gick det flera år innan det 1965 fanns ekonomiska förutsättningar att köpa ett litet positiv. Det var byggt av den danska firman Starup & Søn från Köpenhamn och hade fyra manualstämmor (Gedackt 8', Rörflöjt 4', Principal 2' och Sifflöjt 1') och ingen pedal. År 1993 fick S:t Ansgars stiftelse som gåva från Helga Trefaldighets församling överta den övertaliga orgel, som tidigare stått i det numera nedlagda Sankt Olofs kapell i Rickomberga. Den dittillsvarande orgeln överläts då till Sankt Nikolai kyrka, Linköping. Också det nya instrumentet var byggt av Starup & Søn 1961, men hade, utöver sina likaså fyra stämmor, också en bihangspedal. Det har nu sålts till Rasbo församling, där det är placerat i kyrkans Mariakor. Nuvarande orgel är byggd 2002 av Jānis Kalniņš med orgelbyggarfirman Ugāles ērģeļbūves darbnīca i Lettland; den är finansierad genom en testamentsgåva till stiftelsen. Dispositionen är uppgjord av orgelbyggaren. Konsult för projektet var Göran Grahn och kontrollant Mats Åberg.
Disposition 2002: